# Liste der Naturdenkmale in Vogtsburg im Kaiserstuhl
| Naturdenkmale | Anzahl |
| ------------- | ------ |
| FND           | 9      |
| END           | 5      |
| Gesamt        | 14     |

Die Liste der Naturdenkmale in Vogtsburg im Kaiserstuhl nennt die verordneten Naturdenkmale (ND) der im baden-württembergischen Landkreis Breisgau-Hochschwarzwald liegenden Stadt Vogtsburg im Kaiserstuhl. In Vogtsburg im Kaiserstuhl gibt es insgesamt 14 als Naturdenkmal geschützte Objekte, davon neun flächenhafte Naturdenkmale (FND) und fünf Einzelgebilde-Naturdenkmale (END).
Stand: 1. November 2016.

## Flächenhafte Naturdenkmale (FND)
| Name                     | Bild | Kennung     | Einzelheiten             | Position | Fläche Hektar | Datum         |
| ------------------------ | ---- | ----------- | ------------------------ | -------- | ------------- | ------------- |
| Burstenbuck              | BW   | 83151330004 | Vogtsburg im Kaiserstuhl | ⊙        | 0,4           | 27. Okt. 1989 |
| Dachsbuck                | BW   | 83151330008 | Vogtsburg im Kaiserstuhl | ⊙        | 1,0           | 24. Sep. 1991 |
| Eichgasse                |      | 83151330007 | Vogtsburg im Kaiserstuhl | ⊙        | 0,7           | 27. Okt. 1989 |
| Hunggaß                  | BW   | 83151330002 | Vogtsburg im Kaiserstuhl | ⊙        | 0,5           | 27. Okt. 1989 |
| Katharinenberg           | BW   | 83151330009 | Vogtsburg im Kaiserstuhl | ⊙        | 4,2           | 1. Juni 1992  |
| Niedergrün               | BW   | 83151330001 | Vogtsburg im Kaiserstuhl | ⊙        | 4,1           | 6. Apr. 1987  |
| Roggenberggaß            | BW   | 83151330005 | Vogtsburg im Kaiserstuhl | ⊙        | 0,5           | 27. Okt. 1989 |
| Scheibenbuckgasse        | BW   | 83151330006 | Vogtsburg im Kaiserstuhl | ⊙        | 0,2           | 27. Okt. 1989 |
| Staffelgaß               | BW   | 83151330003 | Vogtsburg im Kaiserstuhl | ⊙        | 0,1           | 27. Okt. 1989 |
| Legende für Naturdenkmal |      |             |                          |          |               |               |

## Einzelgebilde (END)
| Name                              | Bild | Kennung     | Einzelheiten                                                         | Position | Fläche Hektar | Datum         |
| --------------------------------- | ---- | ----------- | -------------------------------------------------------------------- | -------- | ------------- | ------------- |
| 1 Linde                           | BW   | 83151330010 | Vogtsburg im Kaiserstuhl                                             | ⊙        | 0,0           | 15. Apr. 1964 |
| 1 Winterlinde                     | BW   | 83151330011 | Vogtsburg im Kaiserstuhl                                             | ⊙        | 0,0           | 15. Apr. 1964 |
| 1 Winterlinde                     | BW   | 83151330013 | Vogtsburg im Kaiserstuhl                                             | ⊙        | 0,0           | 15. Apr. 1964 |
| 2 Ahorne                          | BW   | 83151330012 | Vogtsburg im Kaiserstuhl                                             | ⊙        | 0,0           | 15. Apr. 1964 |
| 2 Götterbäume Vogtsburg-Achkarren | BW   | 83151330001 | Vogtsburg im Kaiserstuhl Nicht mehr in der LUBW-Datenbank vorhanden. | ⊙        | 0,0           | 12. Aug. 2002 |
| Legende für Naturdenkmal          |      |             |                                                                      |          |               |               |